# Abel Bertram
Abel Bertram, né à Saint-Omer (Pas-de-Calais), le 9 septembre 1871, et mort, dans le 17e arrondissement de Paris, le 3 août 1954, est un peintre français.

## Biographie
Fils d'un transporteur, Abel Bertram apprend les rudiments de son art dans sa ville natale avant de s'installer à Lille où il devient élève pendant trois années à l'école des beaux-arts dans l'atelier de Pharaon de Winter (1849-1924) puis il est admis à l'école Beaux-Arts de Paris dans l'atelier de Léon Bonnat (1833-1922).
En 1900, il s'installe dans le Ponthieu, tout en conservant des liens avec la capitale, puisqu'en 1904 il a son atelier au no 59 rue Caulaincourt, et en 1908 au no 10 rue Seveste. En 1923 et 1928, il habitait au no 23 boulevard Gouvion-Saint-Cyr à Paris.
En 1901, il fait la connaissance d'Antoine Guillemet qui lui prodigue de précieux conseils pour l'exécution du travail sur le motif.
Il peint des paysages, des nus (Nu assis, musée d'Art moderne de Paris), et des marines dans le Finistère dans un style fauve très tempéré par des ciels gris et des horizons brumeux. Il s'installe définitivement à Paris en 1927, retournant régulièrement à Saint-Omer peindre sur le motif les paysages de Picardie.
Sociétaire du Salon d'automne, il y expose régulièrement ainsi qu'au Salon des Tuileries et participe en 1926 à la rétrospectives des Indépendants avec ses toiles Le Livre, La petite Eva, Sortie de maison et Rue de village. Aux Indépendants en 1927, il expose L'eau jaune et L'eau verte puis en 1928 Baigneuse et Nu couché et en 1929 un nu et une autre toile sans nom.
À la société nationale des beaux-arts, il expose en hors-concours.
Il meurt à son domicile, 23 boulevard Gouvion-Saint-Cyr, le 3 août 1954.

## Œuvres dans les collections publiques
En France
- Abbeville, musée Boucher-de-Perthes : Vue du Port de Gravelines, le phare de Petit-Fort-Philippe, huile sur toile.
- Paris :
  - musée d'art moderne de la ville de Paris : 
    - Paysage de Verdure, huile sur toile ;
    - Nu assis, huile sur toile ;
    - Paysage, vers 1940, huile sur toile.

  - musée national d'Art moderne : 
    - Barques sur la rivière, dessin ;
    - Chaumières au bord de l'eau, dessin.

  - Petit Palais : Baie de Somme, huile sur toile[4].
- Le Touquet-Paris-Plage, Musée du Touquet-Paris-Plage : Marine, avant 1939 ?, huile sur toile, Musenor

En Suisse
- Genève, Petit Palais : Nu allongé au bas noir[5].

## Salons
- Salon des artistes français :
  - 1899 ;
  - 1905 : La Baie de Somme[6] ;
  - 1907 : Reflets sur l'eau[7] ;
  - 1908 : Le Berger[8].
- Salon des indépendants de 1905 à 1939
- Salon de la société nationale des beaux-arts :
  - de 1912 à 1939 ;
  - 1914 : Le Chapeau vert[9].
- Salon d'automne de 1919 à 1938
- Salon des Tuileries de 1924 à 1943

## Expositions
Personnelles
- Galerie J. Le Chapelin à Paris du 14 au 29 mars 1952
- Galerie Durand-Ruel à Paris du 23 janvier au 8 février 1959
- Galerie Drouant à Paris
- Galerie Mady Bonnard à Paris du 24 mars au 20 avril 1961

Collectives
- Saint-Louis
- Liège
- Pittsburgh
- Berlin

## Réception critique
- « Monsieur Bertram dans La Baie de Somme, jette une émotion communicative, cette toile d'une belle impression a un caractère poètique qui fait honneur au sentiment du peintre. » - Le Journal des Artistes (1905)
- « […] Monsieur Bertram mérite d'être mis hors de pair, il représente pour les artistes du Nord, la peinture de plein air et la réaction contre je ne sais quoi de rance dans les coloris qui commence à nous ridiculiser singulièrement. » - Mr Achille, « Salon de 1908 », Grand Écho du Nord (date?)
- « […] Le Nu assis d'Abel Bertram est, dans son modeste format une œuvre d'exception. » - François Thiébault-Sisson, « De 1903 à 1933, Le Salon d'Automne », Le Temps, 29 octobre 1933, p.3.

## Distinction
Le dossier d'instruction préalable au décret de nomination dans l'ordre national de la Légion d'honneur révèle que la procédure a été initiée lorsqu'Abel Bertram avait déjà 82 ans (automne 1953). Le décret, daté du 6 septembre 1954, se révèle donc posthume. La procédure n'a pas abouti, en dépit de la réclamation du brevet par la veuve de l'impétrant.